# Antonio Fagnano

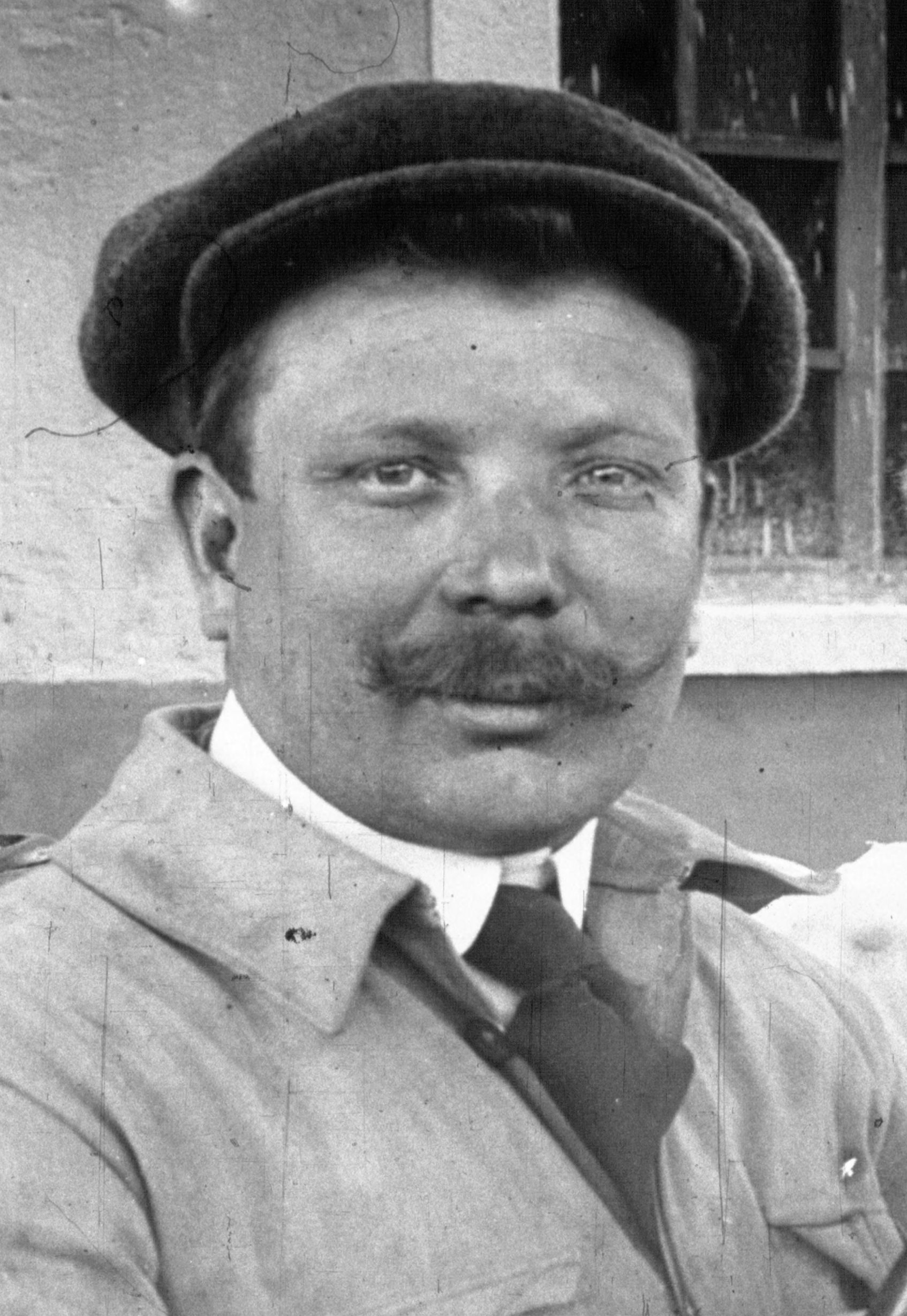
Fagnano beim Großen Preis von Frankreich 1914

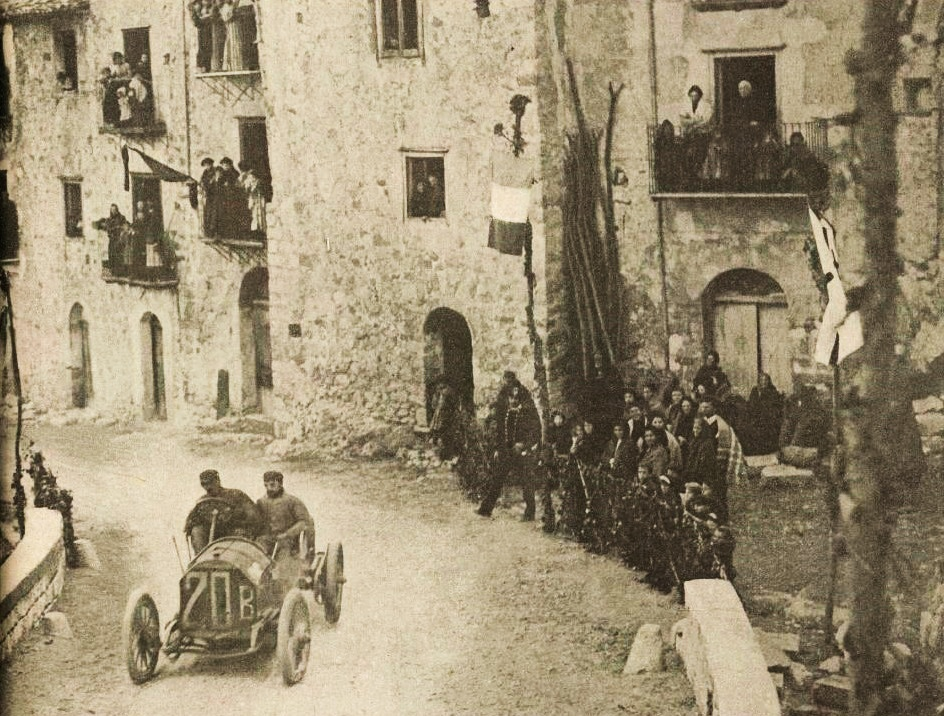
Fagnano als Beifahrer von Felice Nazzaro bei der Targa Florio 1907

Antonio Fagnano (* 1882 oder 1883; † 8. Juli 1918) war ein italienischer Automobilrennfahrer.

## Werdegang
Fagnano arbeitete Anfang des 20. Jahrhunderts beim Automobilhersteller Fiat in Turin als Mechaniker, Vorarbeiter sowie Mitglied der Versuchsabteilung und stieg vom beifahrenden Mechaniker bis zum Rennfahrer des Werksteams auf.
Im Jahr 1907 gewann er als Beifahrer von Felice Nazzaro auf einem Fiat 28-40 HP Corsa die Targa Florio auf Sizilien.
In der Zeit vor dem vor Ersten Weltkrieg startete Fagnano für Fiat bei zwei „großen“ Grand-Prix-Rennen. Beim (inoffiziellen) Großen Preis von Frankreich 1911 siegte er als Beifahrer des Franzosen Victor Hémery. 
Beim Großen Preis von Frankreich 1914 trat Fagnano das Fiat-Werksteam zusammen mit Alessandro Cagno und Jack Scales auf einem S57/14B an. Nach etwa 750 km Renndistanz kam er mit knapp einer Stunde und 18 Minuten Rückstand als elfter und letzter gewerteter Fahrer ins Ziel. Das Rennen, das im Nachhinein oft als der größte Grand Prix aller Zeiten bezeichnet wurde, endete mit einem Dreifachsieg der Mercedes-Piloten Christian Lautenschlager, Louis Wagner und Otto Salzer. Nur wenige Wochen später wurde ganz Europa vom Ersten Weltkrieg erfasst, womit der Großen Preis von Frankreich 1914 heute als auch das Ende des „heroischen Zeitalters“ im Automobilsport gilt.
Antonio Fagnano starb am 8. Juli 1918 im Alter von 35 Jahren an einer Krankheit.